# Jeanneau Kikangala Ngoy
 (juillet 2025).
Jeanneau Kikangala Ngoy est un universitaire et fonctionnaire congolais. Il occupe le poste de directeur général de l’Office des routes en République démocratique du Congo depuis 2022.

## Formation et parcours universitaire
Kikangala Ngoy a obtenu un doctorat en sciences politiques et administratives à l’Université de Kinshasa en octobre 2020. Sa thèse porte sur la relation entre la violence politique et le développement en République démocratique du Congo depuis l’indépendance.
Il est également enseignant à l’Université de Kinshasa et membre du conseil scientifique du Centre de recherche indépendant et interdisciplinaire congolais (CRIIC).

## Carrière professionnelle
Avant sa nomination à la tête de l’Office des routes, il a travaillé au sein de l’Office des voiries et drainage (OVD), où il a occupé différents postes, notamment celui de directeur des ressources humaines et d’auditeur principal.
En septembre 2022, il est nommé directeur général de l’Office des routes.
Depuis sa prise de fonction, plusieurs actions ont été entreprises, notamment l’acquisition d’engins pour les travaux publics dans certaines provinces.

## Activités récentes
En juin 2024, lors du forum «RDC Infrastructures», il propose l’adoption d’une politique nationale de bitumage s’étendant sur 40 ans.
En juillet 2025, il supervise des travaux d’urgence sur la nationale N1 à Kinshasa, notamment au niveau des quartiers Ngaba et Elengesa.

## Publications
- Thèse de doctorat : « La compétition par la violence et le développement en RDC : Enjeux pour les acteurs et défis de l’édification de l’État, de 1960 à nos jours », Université de Kinshasa, 2020[1].
- « Violences politiques et pièges de l’illusion révolutionnaire en RDC », in Cahiers Africains des Droits de l’Homme et de la Démocratie ainsi que du Développement durable, 22e année, n° 060, vol. I, juillet-septembre 2018, p. 111-142.
- « Le développement politique et les enjeux des acteurs en République démocratique du Congo », Mouvements et Enjeux Sociaux, n° 109 (avril–juin 2019), p. 56-67[7].
- « Le captage de l’État et la question de légitimité du pouvoir en RDC. Une interpellation pour l’intériorisation de la culture démocratique », Regard lucide, n° 5 (janv.–mars 2022), p. 125-142.
- « L’acteur et le défi de l’exercice utilitaire du pouvoir en RDC », in Élites et nécessité d’en finir avec le néocolonialisme. Mélanges en l’honneur du professeur émérite Kalele-Ka-Bila Matthieu, Éditions Science au Pluriel, Kinshasa, 2023, p. 55-75.
- « Les enjeux de la course au pouvoir en République démocratique du Congo. Triomphe des logiques irrationnelles et recul de choix rationnels », Regard lucide, n° 10 (avril–juin 2023), p. 4-15[8].
- « La République démocratique du Congo : l’agression à l’Est, la problématique de la constitution et l’efficacité des institutions », Regard lucide, n° 15 (janv.–mars 2025)[9].